# Luigi II Gonzaga di Luzzara
Luigi II Gonzaga (19 settembre 1672 – 12 giugno 1738) è stato un nobile italiano, sesto marchese di Luzzara.
Era figlio di Federico II Gonzaga e di Luigia Ludovica Gonzaga del ramo di Castiglione.
Morì nel 1738 e venne sepolto nella chiesa del convento degli Agostiniani di Luzzara.

## Discendenza
Luigi sposò Carlotta di Choiseul (1679-2 marzo 1734), figlia di Charles Henri de Choiseul, governatore di Mantova, ed ebbero sette figli:
- Olimpia (13 settembre 1704-dopo il 1746), monaca in S. Paolo a Milano come suor Angelica
- Federico (24 novembre 1705-1777), gesuita
- Prospero (29 ottobre 1708-1721)
- Basilio (1711-1782), suo successore
- Rodolfo (13 giugno 1713-1716)
- Elena (22 maggio 1710-dopo il 1746), monaca domenicana a Mantova come suor Maria Carlotta
- Giovanni (1721-1794), sposò Teresa Anguissola e fu l'ultimo Gonzaga ad avere il titolo di signore di Luzzara.

## Ascendenza
|                                                                    |                                                                 |                                                  | Genitori                                          |  |  | Nonni |  |  | Bisnonni                                |  |  | Trisnonni                             |  |
|                                                                    |                                                                 |                                                  |                                                   |  |  |       |  |  | Federico I Gonzaga, marchese di Luzzara |  |  | Prospero Gonzaga, marchese di Luzzara |  |
|                                                                    |                                                                 |                                                  |                                                   |  |  |       |  |  | Federico I Gonzaga, marchese di Luzzara |  |  | Prospero Gonzaga, marchese di Luzzara |  |
|                                                                    |                                                                 | Isabella Gonzaga                                 |                                                   |  |  |       |  |  | Federico I Gonzaga, marchese di Luzzara |  |  |                                       |  |
| Luigi I Gonzaga, marchese di Luzzara                               |                                                                 |                                                  |                                                   |  |  |       |  |  | Federico I Gonzaga, marchese di Luzzara |  |  |                                       |  |
|                                                                    |                                                                 | Elisabetta Gonzaga di Poviglio                   | Luigi Gonzaga, conte di Poviglio                  |  |  |       |  |  |                                         |  |  |                                       |  |
|                                                                    |                                                                 | Elisabetta Gonzaga di Poviglio                   | Luigi Gonzaga, conte di Poviglio                  |  |  |       |  |  |                                         |  |  |                                       |  |
|                                                                    |                                                                 | Elisabetta Gonzaga di Poviglio                   | Diana Paccaroni                                   |  |  |       |  |  |                                         |  |  |                                       |  |
| Federico II Gonzaga, marchese di Luzzara                           |                                                                 | Elisabetta Gonzaga di Poviglio                   |                                                   |  |  |       |  |  |                                         |  |  |                                       |  |
|                                                                    |                                                                 | Pirro Maria Gonzaga                              | Guido Sforza Gonzaga                              |  |  |       |  |  |                                         |  |  |                                       |  |
|                                                                    |                                                                 | Pirro Maria Gonzaga                              | Guido Sforza Gonzaga                              |  |  |       |  |  |                                         |  |  |                                       |  |
|                                                                    |                                                                 | Pirro Maria Gonzaga                              | Elena Campiglia                                   |  |  |       |  |  |                                         |  |  |                                       |  |
| Elena Gonzaga                                                      |                                                                 | Pirro Maria Gonzaga                              |                                                   |  |  |       |  |  |                                         |  |  |                                       |  |
|                                                                    |                                                                 | Francesca Gonzaga di Palazzolo                   | Luigi Gonzaga di Palazzolo                        |  |  |       |  |  |                                         |  |  |                                       |  |
|                                                                    |                                                                 | Francesca Gonzaga di Palazzolo                   | Luigi Gonzaga di Palazzolo                        |  |  |       |  |  |                                         |  |  |                                       |  |
|                                                                    |                                                                 | Francesca Gonzaga di Palazzolo                   | Felicita Guerrieri                                |  |  |       |  |  |                                         |  |  |                                       |  |
| Luigi II Gonzaga, marchese di Luzzara                              |                                                                 | Francesca Gonzaga di Palazzolo                   |                                                   |  |  |       |  |  |                                         |  |  |                                       |  |
|                                                                    | Francesco Gonzaga, principe di Castiglione e marchese di Medole | Ferrante Gonzaga, marchese di Castiglione        |                                                   |  |  |       |  |  |                                         |  |  |                                       |  |
|                                                                    | Francesco Gonzaga, principe di Castiglione e marchese di Medole | Ferrante Gonzaga, marchese di Castiglione        |                                                   |  |  |       |  |  |                                         |  |  |                                       |  |
|                                                                    | Francesco Gonzaga, principe di Castiglione e marchese di Medole | Marta Tana                                       |                                                   |  |  |       |  |  |                                         |  |  |                                       |  |
| Ferdinando I Gonzaga, principe di Castiglione e marchese di Medole | Francesco Gonzaga, principe di Castiglione e marchese di Medole |                                                  |                                                   |  |  |       |  |  |                                         |  |  |                                       |  |
|                                                                    |                                                                 | Bibiana von Pernstein                            | Vratislav von Pernstein                           |  |  |       |  |  |                                         |  |  |                                       |  |
|                                                                    |                                                                 | Bibiana von Pernstein                            | Vratislav von Pernstein                           |  |  |       |  |  |                                         |  |  |                                       |  |
|                                                                    |                                                                 | Bibiana von Pernstein                            | María Maximiliana Manrique de Lara y Briceño      |  |  |       |  |  |                                         |  |  |                                       |  |
| Luigia Ludovica Gonzaga                                            |                                                                 | Bibiana von Pernstein                            |                                                   |  |  |       |  |  |                                         |  |  |                                       |  |
|                                                                    |                                                                 | Giovanni Paolo II Sforza, marchese di Caravaggio | Muzio II Sforza, marchese di Caravaggio           |  |  |       |  |  |                                         |  |  |                                       |  |
|                                                                    |                                                                 | Giovanni Paolo II Sforza, marchese di Caravaggio | Muzio II Sforza, marchese di Caravaggio           |  |  |       |  |  |                                         |  |  |                                       |  |
|                                                                    |                                                                 | Giovanni Paolo II Sforza, marchese di Caravaggio | Felice Orsina Peretti Damasceni                   |  |  |       |  |  |                                         |  |  |                                       |  |
| Olimpia Sforza Visconti                                            |                                                                 | Giovanni Paolo II Sforza, marchese di Caravaggio |                                                   |  |  |       |  |  |                                         |  |  |                                       |  |
|                                                                    |                                                                 | Maria Aldobrandini                               | Gianfrancesco Aldobrandini, I principe di Meldola |  |  |       |  |  |                                         |  |  |                                       |  |
|                                                                    |                                                                 | Maria Aldobrandini                               | Gianfrancesco Aldobrandini, I principe di Meldola |  |  |       |  |  |                                         |  |  |                                       |  |
|                                                                    |                                                                 | Maria Aldobrandini                               | Olimpia Aldobrandini                              |  |  |       |  |  |                                         |  |  |                                       |  |
|                                                                    |                                                                 | Maria Aldobrandini                               |                                                   |  |  |       |  |  |                                         |  |  |                                       |  |